# Турска на Светском првенству у атлетици у дворани 2012.
Турска је учествовала на Светском првенству у атлетици у дворани 2012. одржаном у Истанбулу од 9. до 11. марта  тринаести пут. Репрезентацију Турске представљало је 17 учесника (9 мушкарца и 8 жена), који су се такмичили у 14 дисциплина (6 мушких и 8 женских).
На овом првенству Турска је по броју освојених медаља делила 16. место са две освојене медаље (сребрну и бронзану). Поред тога постигнута су 3 национална рекорда, један лични рекорд и један најбољи лични резултат сезоне. У табели успешности према броју и пласману такмичара који су учествовали у финалним такмичењима (првих 8 такмичара) Турска је са 2 учесника у финалу заузела 20. место са 13 бодова.
| Плас. | Земља  | 1. место | 2. место | 3. место | 4. место | 5. место | 6. место | 7. место | 8. место | Бр. финал. | Бод. |
| ----- | ------ | -------- | -------- | -------- | -------- | -------- | -------- | -------- | -------- | ---------- | ---- |
| 20.   | Турска | 0        | 1        | 1        | 0        | 0        | 0        | 0        | 0        | 2          | 13   |

## Учесници
| Мушкарци: - Али Екбер Кајаш — 400 м, 4 х 400 м - Халит Килич — 800 м, 4 х 400 м - Мехмет Гузел — 4 х 400 м - Јавуз Џан — 4 х 400 м - Илхам Тануи Озбилен — 1.500 м - Кемал Којунџу — 1.500 м - Полат Кембоји Арикан — 3.000 м - Алпер Кулаксиз — Скок удаљ - Хусејин Атиџи — Бацање кугле | Жене: - Мелиз Редиф — 400 м - Мерве Ајдин — 800 м - Асли Чакир — 1.500 м - Дуду Каракаја — 3.000 м - Бурџу Ајхан — Скок увис - Карин Меј Мелис — Скок удаљ - Севим Синмез — Троскок - Емел Дерели — Бацање кугле |  |

## Освајачи медаља (2)

### Сребро (1)
- Илхам Тануи Озбилен — 1.500 м

### Бронза (1)
- Асли Чакир — 1.500 м

## Резултати

### Мушкарци
| Атлетичар                                            | Дисциплина   | Лични рекорд | Квалификације | Квалификације | Полуфинале            | Полуфинале           | Финале               | Финале       | Детаљи |
| Атлетичар                                            | Дисциплина   | Лични рекорд | Резултат      | Место         | Резултат              | Место                | Резултат             | Место        | Детаљи |
| ---------------------------------------------------- | ------------ | ------------ | ------------- | ------------- | --------------------- | -------------------- | -------------------- | ------------ | ------ |
| Али Екбер Кајаш                                      | 800 м        | 46,91 НР     | 47,55         | 3. у гр. 6 кв | 48,16                 | 5. у пф. 2           | Није се квалификовао | 14 / 31 (32) |        |
| Халит Килич                                          | 800 м        | 1:49,80 НР   | 1:54,06       | 5. у гр. 3    | Није се квалификовао  | Није се квалификовао | Није се квалификовао | 25 / 32      |        |
| Илхам Тануи Озбилен                                  | 1.500 м      | 3:34,76 НР   | 3:41,93       | 7 у гр. 2     |                       |                      | 3:45,35              |              |        |
| Кемал Којунџу                                        | 1.500 м      | 3:41,18      | 3:45,33 ЛРС   | 9 у гр. 2     | Није се квалификовао  | 18 /23               |                      |              |        |
| Полат Кембоји Арикан                                 | 3.000 м      | 7:42,49 НР   | 8:02,37       | 8 у гр. 2     | Није се квалификовао  | 18 / 21              |                      |              |        |
| Али Екбер Кајаш1 Халит Килич1 Мехмет Гузел Јавуз Џан | 4 х 400 м    | 3:37,37 НР   | 3:11,28 НР    | 4. у гр. 1    | Није се квалификовали | 10 / 11 (12)         |                      |              |        |
| Алпер Кулаксиз                                       | Скок удаљ    |              | 7,42 ЛР       | 14            | Није се квалификовао  | 14 / 15              |                      |              |        |
| Хусејин Атиџи                                        | Бацање кугле | 19,25        | 18,42         | 23            | Није се квалификовао  | 23 / 23              |                      |              |        |

- Такмичари обележени бројем учествовали су у више дисциплина.

### Жене
| Атлетичарка     | Дисциплина   | Лични рекорд | Квалификације  | Квалификације  | Полуфинале             | Полуфинале     | Финале                 | Финале         | Детаљи |
| Атлетичарка     | Дисциплина   | Лични рекорд | Резултат       | Место          | Резултат               | Место          | Резултат               | Место          | Детаљи |
| --------------- | ------------ | ------------ | -------------- | -------------- | ---------------------- | -------------- | ---------------------- | -------------- | ------ |
| Мелиз Редиф     | 400 м        | 53,04        | 53,55          | 3. у гр. 2 кв  | 54,48                  | 6 у пф. 3      | Није се квалификовала  | 16 /30 (32)    |        |
| Мерве Ајдин     | 800 м        | 2:02,91      | 2:01,19 НР     | 3. у гр. 3. КВ |                        |                | Није се квалификовала  | 7 / 17 (19)    |        |
| Асли Чакир      | 1.500 м      |              | 4:09,30        | 4 у гр. 2 кв   | 4:08,74 НР             |                |                        |                |        |
| Дуду Каракаја   | 3.000 м      | 9:09,82      | 9:16.85        | 8. у гр. 1     | Није се квалификовала' | 18 / 21        |                        |                |        |
| Бурџу Ајхан     | Скок увис    | 1,88         | Није наступила | Није наступила | Није наступила         | Није наступила | Није наступила         | Није наступила |        |
| Карин Меј Мелис | Скок удаљ    | 6,85         | 6,62           | 9.             |                        |                | Није се квалификовала' | 9 / 19 (20)    |        |
| Севим Синмез    | Троскок      | 13,53        | 13,13          | 14. у гр. Б    | Није се квалификовала' | 28 / 28 (30)   |                        |                |        |
| Емел Дерели     | Бацање кугле | 18,79        | 16,02          | 17             | Није се квалификовала' | 17 / 17 (18)   |                        |                |        |